# Той, хто йде слідом
«Той, хто йде слідом» (рос. Идущий следом) — радянський художній фільм 1984 року, знятий на кіностудії «Мосфільм».

## Сюжет
Втративши батьків на війні, хлопчик потрапив до дитячого будинку, звідки втік і отримав притулок у сільського вчителя. Йдучи по стопах свого вихователя, Валя Кандауров закінчив педінститут і став працювати в сільській школі. А потім до Валі приїхала дівчина з міста, де він навчався, і покликала за собою. Але ні кар'єра, ні радощі упорядкованого життя не принесли герою задоволення і він повернувся на батьківщину…

## У ролях
- Івар Калниньш — Валентин Русов, сільський учитель, який працює в дитячому будинку (озвучив Родіон Нахапетов)
- Микола Гринько — учитель (роль озвучив інший артист)
- Олена Прудникова — Олена
- Петро Глєбов — батько Олени
- Денис Германов — Валентин в дитинстві
- Андрій Комаров — Валентин в юності
- Андрій Смирнов — Портнов
- Євген Масліхін — Іванко
- Станіслав Хитров — Колюха, шофер
- Віра Глаголєва — вчителька
- Юрій Платонов — Ілля Ілліч, директор школи
- Владислав Стржельчик — Ігор Олександрович
- Римма Маркова — директор дитячого будинку
- Маргарита Жарова — епізод
- Микола Корноухов — епізод
- Любов Малиновська — тітка Панечка
- Алла Мещерякова — вихователька в дитячому будинку
- Андрій Гусєв — військовий, попутник Олени в поїзді
- Павло Лебешев — гросмейстер
- Марія Сапожникова — секретар Русова
- Станіслав Сбітнєв — епізод
- Алла Майкова — епізод
- Олександр Антипін — епізод
- Петро Терьошин — епізод

## Знімальна група
- Режисер — Родіон Нахапетов
- Сценаристи — Родіон Нахапетов, Юлій Ніколін
- Оператор — Павло Лебешев
- Композитор — Сергій Баневич
- Художники — Олександр Бойм, Олександр Макаров